# 횡성 상동리 석불좌상
횡성 상동리 석불좌상(橫城 上洞里 石佛坐像)은 대한민국 강원특별자치도 횡성군 공근면 상동리에 있는, 9세기 신라의 석조 여래 좌상이다. 강원특별자치도 유형문화재 제20호이다.
석불좌상은 광배만 파손되어 흩어져 있을 뿐 대좌와 불신이 완전한 불상이었다. 1989년에 불두가 사라져서 1991년 새로 만들어 놓았으나 원래의 모습보다 조잡하다.
뚜렷하게 솟은 육계, 촘촘한 나발의 머리칼, 둥글고 복스러운 얼굴 등에서 신라 전성기의 이상적 사실미가 엿보였다. 또한 당당한 가슴과 잘룩한 허리, 통견한 불의의 유려한 옷주름 등은 이상적 사실미를 잘 반영하고 있으며, 대좌는 8각연화좌인데 하대는 묻혀 있고, 상대는 앙련을 새겼으며, 중대의 8각간선에는 안상을 새긴 전형적인 9세기 불상대좌의 특징을 보여주고 있다.

## 개요
강원특별자치도 횡성군 공근면에 있는 상동리 3층석탑과 나란히 있는 돌로 만든 불상이다. 광배(光背)만 파손되어 흩어져 있을 뿐 불상이 앉아 있는 대좌(臺座)와 불신이 완전한 완전한 상태로 남아있다.
둥글고 복스러운 얼굴은 입가에 미소를 띠어 자비스럽게 보이는데 신라 전성기 불상의 이상적 사실미가 엿보인다. 당당한 가슴과 잘록한 허리, 무릎 위에 올려 왼손 손바닥이 위를 향하고 오른손의 손끝이 땅을 향하고 있는 자연스런 손모양, 양 어깨를 감싸고 있는 옷의 유려한 옷주름 등에서도 역시 이상적 사실미를 잘 나타내고 있다.
대좌는 8각 연화좌인데 하대는 땅에 묻혀서 확실한 모양을 알 수 없으나, 연꽃을 새긴 원형의 상대와 각면에 안상(眼象)을 새긴 중대는 전형적인 9세기 대좌의 특징을 보여주고 있다.
이 불상은 원만한 인상, 부드러운 옷주름, 8각의 대좌 등에 나타난 표현으로 보아 8세기의 불상양식을 잘 계승한 9세기 통일신라시대의 불상으로 보인다.

## 같이 보기
- 횡성 상동리 삼층석탑

## 참고 자료
- 횡성 상동리 석불좌상 - 국가유산청 국가유산포털
- 이 문서에는 다음커뮤니케이션(현 카카오)에서 GFDL 또는 CC-SA 라이선스로 배포한 글로벌 세계대백과사전의 내용을 기초로 작성된 글이 포함되어 있습니다.